# العلاقات الأردنية الغابونية
العلاقات الأردنية الغابونية هي العلاقات الثنائية التي تجمع بين الأردن والغابون.

## مقارنة بين البلدين
هذه مقارنة عامة ومرجعية للدولتين:
| وجه المقارنة                                              | الأردن                   | الغابون                        |
| --------------------------------------------------------- | ------------------------ | ------------------------------ |
| المساحة (كم2)                                             | 89.34 ألف                | 267.67 ألف                     |
| عدد السكان (نسمة)                                         | 9.81 مليون               | 2.03 مليون                     |
| الكثافة السكانية (ن./كم²)                                 | 109.81                   | 7.58                           |
| العاصمة                                                   | عمان                     | ليبرفيل                        |
| اللغة الرسمية                                             | اللغة العربية            | لغة فرنسية                     |
| العملة                                                    | دينار أردني              | فرنك وسط أفريقي                |
| الناتج المحلي الإجمالي (بليون دولار)                      | 40.07 مليار              | 14.62 مليار                    |
| الناتج المحلي الإجمالي (تعادل القوة الشرائية) بليون دولار | 82.80 مليار              | 34.65 مليار                    |
| الناتج المحلي الإجمالي الاسمي للفرد دولار أمريكي          | 4.94 ألف                 | 8.27 ألف                       |
| الناتج المحلي الإجمالي للفرد دولار أمريكي                 | 12.05 ألف                | 19.43 ألف                      |
| مؤشر التنمية البشرية                                      | 0.748                    | 0.684                          |
| رمز المكالمات الدولي                                      | +962                     | +241                           |
| رمز الإنترنت                                              | .jo                      | .ga                            |
| المنطقة الزمنية                                           | ت ع م+02:00، ت ع م+03:00 | ت ع م+01:00، توقيت غرب أفريقيا |

## منظمات دولية مشتركة
يشترك البلدان في عضوية مجموعة من المنظمات الدولية، منها:
| علم المنظمة | اسم المنظمة                               | تاريخ انضمام الأردن | تاريخ انضمام الغابون |
| ----------- | ----------------------------------------- | ------------------- | -------------------- |
|             | يونسكو                                    | 14 يونيو 1950       | 16 نوفمبر 1960       |
|             | مؤسسة التمويل الدولية                     | 20 يوليو 1956       | 20 أكتوبر 1970       |
|             | منظمة التعاون الإسلامي                    | ?                   | ?                    |
|             | المركز الدولي لتسوية المنازعات الاستشارية | 29 نوفمبر 1972      | 14 أكتوبر 1966       |
|             | منظمة حظر الأسلحة الكيميائية              | ?                   | ?                    |
|             | مؤسسة التنمية الدولية                     | 4 أكتوبر 1960       | 4 نوفمبر 1963        |
|             | منظمة التجارة العالمية                    | ?                   | ?                    |
|             | وكالة ضمان الاستثمار متعدد الأطراف        | 12 أبريل 1988       | 26 مارس 2003         |
|             | الاتحاد البريدي العالمي                   | ?                   | ?                    |
|             | منظمة الشرطة الجنائية الدولية             | ?                   | ?                    |
|             | الأمم المتحدة                             | 14 ديسمبر 1955      | 20 سبتمبر 1960       |
|             | الاتحاد الدولي للاتصالات                  | 20 مايو 1947        | 28 ديسمبر 1960       |
|             | البنك الدولي للإنشاء والتعمير             | 29 أغسطس 1952       | 10 سبتمبر 1963       |

## وصلات خارجية
- موقع وزارة الخارجية الأردنية